# Yukarıalınlı, Giresun
Yukarıalınlı là một xã thuộc huyện Giresun, tỉnh Giresun, Thổ Nhĩ Kỳ. Dân số thời điểm năm 2011 là 207 người.